# ذاكر نايك
ذاكر عبد الكريم مُحمَّد نايك (ولد في 18 أكتوبر 1965، مومباي، الهند) هو داعية إسلامي هندي ومؤسس ورئيس مؤسسة البحوث الإسلامية (IRF). وهو أيضًا مؤسس قناة السلام. وقد تم اعتباره "سلطة في مجال مقارنة الأديان"، "ربما أكثر الأيديولوجيين السلفيين نفوذاً في الهند"، "نجم الدعوة التلفازية ومناصر للإسلام الحديث" والداعية السلفي الرائد في العالم". على عكس العديد من الدعاة الإسلاميين، فإن محاضراته تكون عامة باللغة الإنجليزية، وليست باللغة الأردية أو العربية.
قبل أن يصبح متحدثًا عامًا، تدرب كطبيب، وقد نشر كُتَيِّبَات تشمل المحاضرات حول الإسلام والدين المقارن، وعلى الرغم من أنه يرفض فكرة الطائفية في الإسلام علانية، إلا أنه يتم النظر إليه على أنه أحد أسس الأيديولوجية السلفية، وتعتبره بعض المصادر إسلاميًا متطرفًا يروِّج للوهابية. دعوته محظورة حاليًا في الهند وبنغلاديش وكندا والمملكة المتحدة وماليزيا بموجب قوانين مكافحة الإرهاب أو الكراهية. كما تم حظر قناته التليفزيونية Peace TV في الهند، بنغلاديش، سريلانكا، ويتم النظر في حظرها من قبل أوفكوم في المملكة المتحدة.

## المولد والنشأة
ولد ذاكر عبد الكريم مُحمَّد نايك في 18 أكتوبر عام 1965م في مدينة مومباي بالهند، لعائلةٍ مسلمة تعمل بالطب، فقد كان أبوه عبد الكريم محمد نايك طبيبًا جرَّاحًا وناشطًا اجتماعيًا.
كان ذاكر نايك في أيام الدراسة طالبًا ذكيًا، فقد فاق أقرانه بذاكرته الحديدية وذكائه المفرط، وكانت السيدة روشان -والدة ذاكر نايك- تحلم بأن يصبح ابنها جرَّاح قلب مثل الدكتور كريستيان برنارد، وهو أول شخص ينجح في إجراء عملية زرع قلب بشري في العالم عام 1967م.
أثناء دراسته للحصول على درجة البكالوريوس في الطب والجراحة، سأل ذاكر نايك والدته، "هل تريدينني أن أصبح مثل الشيخ أحمد ديدات أو الدكتور كريستيان برنارد؟" فأجابت بحكمة: "كليهما".
تزوج ذاكر نايك من السيدة فرحات نايك، وهي حاصلة على درجة الماجستير في التجارة من جامعة بونا بالهند، وكذلك هي مديرة سابقة للمدرسة الإسلامية الدولية في مومباي، وفي الوقت الحاضر أصبحت داعية في أنشطة الدعوة الإسلامية مثل زوجها.
انجب ذاكر نايك 3 من الأبناء وهم فارِق وذكرى ورشدى.

## الدراسة والنشأة العلمية
درسَ الطبَ بناءً على رغبة والديه، وتخرَّج من كلية الطب في جامعة مومباي، ولكنه سرعان ما ترك هذه المهنة وتفرَّغ لدراسة الدين الإسلامي، وتَعَلَّمَ أساليب الدعوة إليه والذب والذود عنه. وكان من لوازم ذلك دراسة الأديان الأخرى، بما في ذلك حفظ الكتب المقدسة الخاصة بها ومقارنتها بالإسلام ونقاط التقائها وافتراقها معه.
فأتقن ذاكر نايك أولا حفظ أصول دينه الإسلامي من القرآن الكريم والأحاديث النبوية، وأجاد ثانيًا أساليب الجدال المنطقي والمناظرة العقلية، والخَطَابة الهادئة الرصينة، ثم تفرّغ لدراسة ومقارنة الأديان الأخرى، من النصرانية واليهودية والهندوسية والبوذية، وأقوال علماءها ومُنَظِّريها، فاستظهرها جميعها واستخدم نصوصها في إفحام خصومه، وتبيان صحة أحكام الإسلام في المسائل المطروحة، وما لزم ذلك من إتقان لغات عديدة لخدمة أهدافه.

## محاضراته ومناظراته
عادةً ما يتحدث ذاكر عن مواضيع مثل الإسلام والعلم الحديث، الإسلام والمسيحية، الإسلام والعلمانية، الإسلام والهندوسية، الدعوة الإسلامية، والشبهات حول الإسلام. ألقى أكثر من 1000 محاضرة، هذه المحاضرات أقيمت في أمريكا وكندا وبريطانيا وجنوب أفريقيا والسعودية والإمارات وماليزيا والفلبين وسنغافورة وأستراليا واليابان وغيرها، من أشهر مناظراته تلك التي عقدت في 1 أبريل 2000 ضد وليام كامبل في مدينة شيكاغو في الولايات المتحدة الأمريكية تحت عنوان "القرآن والإنجيل في ضوء العلم" (The Qur’an and the Bible in the light of Science)، ومناظرته مع القس ركن الدين هنري بعنوان هل صلب المسيح حقا؟.

## الشهرة والشعبية
- تم تصنيفه من بين أفضل 70 شخصًا في قائمة "أكثر 500 شخصية إسلامية تأثيرا في العالم"، التي نشرتها جامعة جورج تاون في آخر 10 طبعات (2011-2020).[48]
- واحتل ذاكر نايك المرتبة 82 في قائمة "100 شخص الأكثر نفوذًا في الهند" التي نشرتها شركة "إنديان إكسبريس" (Indian Express) عام 2009م.[46]
- ويعتبر حديثه العام في منطقة كيشانجاني بيهار في الهند سنة 2012م من أكبر التجمعات البشرية التي اجتمعت لخطيبٍ واحدٍ على مرّ التاريخ، فحضره في ذلك اليوم أكثر من مليون مستمع على صعيد واحد.[46]
- تأسيس وإدارة شبكة "تلفزيون السلام" (Peace TV Network)، والتي تعدُّ من أكبر الشبكات الدينية مشاهدة حول العالم، وتبث باللغات الإنجليزية والأوردية والبنغالية والصينية. وفي يناير 2006م تم إطلاق القناة بالنسخة الإنجليزية، وقد وصل عدد المشاهدين إلى 100 مليون مشاهد، ربع المشاهدين من غير المسلمين.[46]

## آراؤه
يقول نايك إن هدفه هو «التركيز على الشباب المسلم المتعلم الذي بدأ يشعر بأن الدين قديم». إنه يعتبر أن من واجب كل مسلم إزالة المفاهيم الخاطئة المتصورة عن الإسلام ومواجهة ما يراه التحيز ضد الإسلام في وسائل الإعلام الغربية في أعقاب هجمات 11 سبتمبر 2001 في الولايات المتحدة. قال نايك: «على الرغم من الحملة الصارمة المناهضة للإسلام، فقد اعتنق 34000 أمريكي الإسلام من سبتمبر 2001 إلى يوليو 2002»، وفقًا لنايك: (الإسلام دين العقل والمنطق، ويحتوي القرآن على 1000 آية متعلقة بالعلم، وهو ما يفسر عدد المتحولين الغربيين). تنشر بعض مقالاته في مجلات مثل الصوت الإسلامي.

## الموسيقى

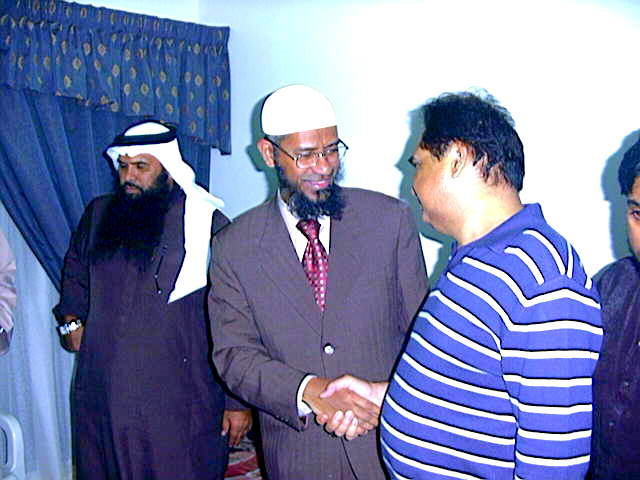
د.ذاكر نايك في دعوة لحوار ديني في دبي عام 2007م.

يساوي نايك الموسيقى بالكحول؛ ويقول إن كليهما سام. كما أدان نايك الرقص والغناء؛ لأنه يرى أنها أمور محظورة في الإسلام.

## العقوبة على السرقة
قال نايك إنه يجب معاقبة المذنبين وقبول تقطيع أيدي السارقين؛ كما أوصى بأن تنفذ الولايات المتحدة هذا الحكم من أجل الحد من الإجرام.

## حقوق المرأة
صرّح نايك أنه يجوز ضرب الزوجة «بلطف»، ويجادل «فيما يتعلق بالأسرة، فإن الرجل هو القائد»، لذلك، لديه الحق «لكنه يجب أن يضرب زوجته بلطف».

### المثلية
أشار نايك إلى مجتمع المثليين جنسياً على أنهم «مرضى يعانون من مشاكل عقلية»، وقال «إنه بسبب مشاهدة الأفلام الإباحية، ويجب إلقاء اللوم على القنوات التلفزيونية» «ووفقًا للقرآن والسنة»، يوصي نايك بـ "عقوبة الإعدام" للمثليين جنسياً.

### التطور البيولوجي
رفض نايك نظرية داروين للتطور، قال نايك: إن نظرية التطور هي «مجرد فرضية، وتخمين غير مثبت في أحسن الأحوال»، ووفقًا لنايك، فإن معظم العلماء «يدعمون النظرية، فقط لأنها تتعارض مع الكتاب المقدس- ليس لأنها صحيحة»، كما يجادل نايك في أن النظريات العلمية تم التنبؤ بها في القرآن وعلى سبيل المثال، ذكر في عام 2010 أن بعض آيات القرآن تصف بدقة التطور الجنيني.
ومن أقوال نايك: «ما قاله داروين كان مجرد نظرية»، «لا يوجد كتاب يقول حقيقة التطور»، «كل الكتب تقول نظرية التطور»، وأضاف قائلاً: «لا يوجد بيان واحد في القرآن قد أثبت العلم أنه خاطئ حتى الآن»، «الفرضية تتعارض مع القرآن»، «النظريات تتعارض مع القرآن»، «لا توجد حقيقة علمية واحدة، مذكورة في القرآن الكريم تتعارض مع العلم الراسخ، لكنها قد تتعارض مع النظريات».

### نقد وسائل الإعلام
وصف نايك وسائل الإعلام بأنها: «الأداة الأكثر أهمية والأكثر خطورة في العالم، والتي تحول الأسود إلى أبيض والشرير إلى بطل»، واقترح أنه «يجب أن نستخدم نفس الوسائط لإزالة المفاهيم الخاطئة والاقتباسات والتفسيرات الخاطئة والتضليل حول الإسلام»، يرى نايك أن القوى الغربية ووسائل الإعلام تلعب استراتيجية الكيل بمكيالين، ويصفون المسلمين بالمتطرفين والأصوليين لتشويه سمعة الإسلام، وقال: «إن أقصى الأضرار التي لحقت بصورة الإسلام اليوم هي من قبل وسائل الإعلام الدولية، التي ترمي المفاهيم الخاطئة عليه ليلاً ونهارا باستخدام مجموعة من الاستراتيجيات، حيث تستخدم وسائل الإعلام الدولية، سواء كانت مطبوعة أو مسموعة أو فيديو أو عبر الإنترنت، عددًا من الاستراتيجيات لتشويه الإسلام من خلال التقاط الخراف السوداء للمجتمع المسلم أولاً، ومن ثم تصويرها كما لو أنها الإسلام العادي»، وادعى نايك أيضًا أن الاستراتيجية «الثالثة والرابعة» من قبل وسائل الإعلام الدولية هي: «اختيار كلمة من القرآن أو السنة وتفسيرها بصورة خاطئة»، و«تشويه الإسلام بقول شيء لا ينتمي إليه».
ينتقد تصوير المسلمين في الأفلام، حيث يقول: «تم إنتاج مئات الأفلام في هوليود لتشويه صورة الإسلام لدرجة أن يخاف غير المسلم عندما يسمع مسلماً يقول«الله أكبر»؛ معتقداً أنه سوف يقتله، وإذا أراد أي شخص حقًا معرفة مدى جودة الإسلام، فعليه أن يدرس مصادره الأصلية؛ القرآن الكريم والحديث الشريف بدلاً من النظر إلى أتباعه (المسلمين)، كما هو الحال مع سائق السيارة الذي يجب أن يكون السبب وراء تعرضه لحادث هو قيادته المتهورة وليس سيارة مرسيدس الحديثة التي كان يقودها، ويرى أن أفضل مسلم مثالي هو آخر رسول وهو النبي محمد صلي الله عليه وسلم،
كما انتقد وسائل الإعلام «لالتقاطها للمسلمين الذين انتقدوا الإسلام مثل سلمان رشدي، وإعطاؤهم الجوائز»، قائلاً: «إذا فعل المسلم شيئًا عظيمًا، فقد يعطونه الفضل لكنهم يتجاهلون دينه أو يغيرون اسمه المسلم»، مثل أرسطو الشرق، أفيسينا (Avicenna)، والذي كان اسمه الحقيقي «علي بن سينا».

### الأديان الأخرى

#### الردة
يعتقد نايك أن المسلمين الذين يتركون الإسلام يجب ألا يحصلوا بالضرورة على أحكام بالإعدام، لكن بموجب القانون الإسلامي، يجب إعدام أولئك الذين يتركون الإسلام، ومن ثم «ينشرون العقيدة غير الإسلامية وتحدثوا ضد الإسلام». يقول مصدر آخر إنه وفقًا لما ذكره نايك: «لا توجد عقوبة بالإعدام على المرتدين في الإسلام... حتى يبدأ المرتد في الوعظ بدينه الجديد: عندئذٍ يمكن إعدامه».

### الجهاد
في محاضرة ألقاها في جامعة غامبيا، أدان ذاكر بشدة الأعمال الوحشية في جميع أنحاء العالم باسم الجهاد، حيث فقد الأبرياء حياتهم، قائلا: «الجهاد يساء فهمه من قبل المسلمين وغير المسلمين على حد سواء، الجهاد يعني الكفاح من أجل تحسين المجتمع، وأفضل شكل من أشكال الجهاد هو الكفاح ضد غير المسلمين، وذلك باستخدام تعاليم القرآن؛ للرسول صلى الله عليه وسلم، والله سبحانه وتعالى، فالإسلام يعني السلام.» وفقًا لما ذكره نايك، فإن قتل أي شخص بريء، سواء كان مسلما أم لا، يحظره الإسلام، بينما يدين المعايير المزدوجة، التي وفقا له تلعبها القوى ووسائل الإعلام الغربية التي تصف المسلمين بأنهم متطرفون وأصوليون.
وقال إنه حتى في الجهاد الإسلامي، هناك قواعد وأنظمة تحدد متى وكيفية قتل شخص، وهو ما اعتبره يتناقض تمامًا مع ما يحدث حاليًا في جميع أنحاء العالم، من قبل بعض الجماعات التي تدعي أنها تناضل من أجل الجهاد.
في محاضرة أخرى ألقيت في دبي، ذكر نايك أن أكثر الكلمات المترجمة بصورة سيئة والمساء فهمها عن الإسلام من قبل غير المسلمين وحتى بعض المسلمين هي "الجهاد"، وهو، حسب قوله، لا علاقة له بعبارة "الحرب المقدسة". يقول أن "هذا لم يستخدم فعليًا في القرآن أو السنة وكان أول من استخدمه الصليبيون الذين قتلوا الملايين باسم المسيحية. وأضاف أن كلمة "الجهاد" تعني في الواقع الكفاح ضد الميول الشريرة، وجعل المجتمع أفضل، والدفاع عن النفس في ساحة المعركة، وضد القمع.

### هجمات 11 سبتمبر وأسامة بن لادن والإرهاب
في محاضرة ألقاها في 31 يوليو 2008 على تلفزيون السلام، علق نايك على هجمات 11 سبتمبر: «إنه سر صريح ومعروف أن هذا الهجوم على البرجين التوأمين قام به جورج بوش نفسه». وقال أيضًا إنه «حتى الأحمق سيعرف» أن هجمات الحادي عشر من سبتمبر كانت "inside job" قام بتنظيمها الرئيس الأمريكي جورج بوش.
نددت الولايات المتحدة بآرائه حول 11/9 وحُرم من دخول المملكة المتحدة وكندا.
كثيرا ما تعرضت آراءه وتصريحاته بشأن الإرهاب لانتقادات في وسائل الإعلام، وفي حديثه عن أسامة بن لادن، عندما سئل نايك عما إذا كان بن لادن إرهابيًا، ذكر أنه ليس لديه رأي لأنه لم يقابله، ولم يستجوبه، وليس صديقًا، ولا عدوًا، وقال: أنه يؤمن بفحص المعلومات قبل نقلها إلى شخص آخر. ومع ذلك، تابع نايك قائلاً: «إذا كان يحارب أعداء الإسلام، فأنا معه، أنا لا أعرفه شخصيا، إذا كان يرهب أمريكا، أكبر قوى الإرهاب، فأنا معه، كل مسلم يجب أن يكون إرهابيا، حيث أنه إذا كان يرهب إرهابيا، فهو يتبع الإسلام.»
في 2010، قال نايك إنه نُقل كلامه خارج السياق فيما يتعلق بالتعليقات على الإرهاب؛ قال: "فيما يتعلق بالإرهاب"، أخبر المسلمين أن كل مسلم يجب أن يكون إرهابيًا... ما معنى كلمة إرهابي؟ الإرهاب بحكم تعريفه يعني الشخص الذي يرهب. لذا في هذا السياق، يجب أن يكون كل مسلم إرهابيًا لكل عنصر معادي للمجتمع. أنا أدرك أن مصطلح الإرهابي يستخدم أكثر شيوعًا لشخص يرهب البشر الأبرياء. لذلك في هذا السياق، لا يجوز لأي مسلم أن يرهب إنسانًا بريءًا واحدًا."
صرح نايك أن هتلر، «الذي لم يكن مسلماً، هو أكبر إرهابي في العالم حيث قام بحرق 46 مليون من اليهود.»

#### الدولة الإسلامية
وصف نايك تنظيم الدولة الإسلامية بأنها "الدولة المناهضة للإسلام في العراق وسوريا" وقال إن أعداء الإسلام يروجون لداعش. وأضاف أيضًا: "يجب ألا نقول ISIS (الدولة الإسلامية في العراق والشام)، يجب أن نقول AISIS (الدولة المناهضة للإسلام في العراق والشام). لأنهم معادون للإسلام. أطلب من جميع المسلمين في العالم، وكذلك وسائل الإعلام الإسلامية: من فضلك لا تساعد أعداء الإسلام في مهاجمة الإسلام". وأضاف قائلاً: "إذا قمت بالتحقق، فستعلم أنني ضد الإرهاب تمامًا. أنا ضد قتل أي إنسان بريء." عارض نايك الخطوة التي اتخذتها حكومة الولايات المتحدة لشن هجوم على داعش في سوريا والعراق، بينما يدين بشدة أعمال الدولة الإسلامية. في محاضرة أخرى في دبي، قال: "ليس من الصحيح القول بأن داعش أو الدولة الإسلامية قتلت الأبرياء السوريين أو العراقيين. قال: "يجب أن نقول إن الدولة المعادية للإسلام تقتلهم لأن القرآن يؤكد أن كل من يقتل شخصًا بريئاً كما لو أنه يقتل البشرية جمعاء، ومن ينقذ شخصًا واحدًا - أيا كان دينه، كما لو أنقذ البشرية جمعاء".

### حزب بهاراتيا جاناتا وناريندرا مودي
في 11 مايو 2019، في مقابلة مع مجلة Week، انتقد ذاكر نايك بقسوة ناريندرا مودي وحزب بهاراتيا جاناتا بسبب ما اعتبره اتهامات كاذبة ودعاية ضده لأغراض سياسية، وقال إنه مستهدف بسبب شعبيته. علاوة على ذلك، ذكر أنه لن يعود إلى الهند بينما مودي في السلطة، كما فعل النبي محمد في الهجرة. كما وصف مودي وحزب بهاراتيا جاناتا بأنه خطر على أمن المسلمين الهنود، ووصفه بأنه «كاذب» و«الإرهابي الأول في الهند وفقًا لجوجل». كما دعا مودي للمشاركة في نقاش معه حول الهندوسية. في عام 2016، كان نايك قد امتدح ناريندرا مودي قائلاً: «أنا معه تمامًا» لأنه أول رئيس وزراء للهند زار العديد من الدول ذات الأغلبية المسلمة.

## الاستقبال والجوائز والألقاب
احتل نايك المرتبة 89 على قائمة Indian Express في لـ «أقوى 100 هندي في عام 2010». وكان في المرتبة 82 في نسخة 2009. وفقا لبرافين سوامي، نايك هو «ربما أكثر دعاة الفكر السلفي نفوذا في الهند». يقول سانجيف بوتو إنه معترف به كسلطة إسلامية، ولكنه معروف بتعليقاته السلبية على الأديان الأخرى. يكتب Sadanand Dhume أن نايك لديه «صورة معدّة بعناية للاعتدال»، بسبب سلوكه اللطيف، وارتداءه لبدلة وربطة عنق، واستشهاده بنصوص من الديانات الأخرى. وهو مدرج أيضًا في كتاب المسلمون الـ500 الأكثر نفوذاً، في إصدارات 2009 و 2010 و2011 و2012 و2013/2014.
في يوليو 2013، تم تسمية نايك الشخصية الإسلامية لهذا العام، والتي أعلنت عنها جائزة دبي الدولية للقرآن الكريم (17). قدم الجائزة حمدان بن راشد آل مكتوم، نائب حاكم دبي ووزير المالية والصناعة في الإمارات العربية المتحدة. في 5 نوفمبر 2013، منحت إدارة التنمية الإسلامية الماليزية جائزة الشخصية المتميزة لصالح نايك. في حفل أقيم في مركز بوتراجايا الدولي للمؤتمرات، قدم الجائزة يانغ دي بيرتوان أجونج، حاكم دولة ماليزيا.
حاز نايك على شهرة كبيرة لأسباب كان من بينها قدرته على تذكر الشواهد من القرآن والحديث والكتب المقدسة الأخرى للمسيحيين واليهود والهندوس والبوذيين بعدة لغات. فمن عادته أثناء خطبه أو مناظراته أن يستشهد مثلاً بآيات قرآنية مع ذكر رقم السورة ورقم الآية التي يستشهد بها من ذاكرته، أو أن يستشهد بحديث نبوي مع ذكر الكتاب الذي ورد فيه ورقم الحديث في ذلك الكتاب. وهو ذات الأمر الذي يفعله عند الاستشهاد بالكتب المقدسة الأخرى.
بالإضافة لذلك فقد ساهم في شهرته أسفاره العديدة حول العالم ومناظراته حول الإسلام مع العلماء، وعلماء اللاهوت وإتاحته الفرصة لأسئلة العامة. حيث قام بإلقاء مئات المحاضرات في الهند وأمريكا وكندا وبريطانيا والسعودية والبحرين وعمان والإمارات وقطر والكويت وجنوب أفريقيا وموريشيوس وأستراليا وماليزيا وسنغافورة وهونغ كونغ وتايلند وغيانا (في أمريكا الجنوبية) ودول أخرى. وقد أصبحت لنايك شعبية في ممباي (بومبي سابقاً) في الهند.
ويحضر خطب نايك عادة بضعة مئات أو آلاف من الحضور، لكن معظم من عرفوه كان عبر أشرطة الفيديو والكاسيت والأقراص المضغوطة التي تسجل خطبه والتي باتت شائعة جداً. وعادةً ما تسجل خطبه باللغة الإنجليزية لتبث في عطل نهاية الأسبوع عبر العديد من شبكات كوابل التلفاز في مناطق المسلمين من بومبي. واليوم يظهر نايك بشكل منتظم على شاشات العديد من القنوات الفضائية والإذاعات على مستوى العالم، والتي تتيح لهُ فرصة الظهور في أكثر من 100 دولة، ومن هذه القنوات قناة السلام.
في 2 فبراير 2015، حصل على جائزة الملك فيصل العالمية لخدمة الإسلام.

## النقد والجدل

### مزاعم الترويج للإرهاب
حقق العديد من الباحثين في العلاقة بين نايك والإرهاب. الكاتب الهندي برافين سوامي يعتبر نايك جزءًا من البنية التحتية الإيديولوجية التي تم إنشاؤها لتغذية «الجهاد المقسى»، والذي يعرفه على أنه تكييف للجهاد من أجل تعزيز الأهداف السياسية الإسلاموية. جادل سوامي بأن بعض تعاليم نايك تشبه تعاليم المنظمات التي تدعو إلى العنف، على الرغم من أن نايك نفسه يرفض الإرهاب بشكل قاطع. وفقًا لسوامي، فقد أثبتت مؤسسة IRF التابعة لنايك أنها «مغناطيس» للشخصيات المرتبطة بجماعة لشكر طيبة، بينما رسخت رسالته الإسلامويين العنيفين، وأعماله «تساعد على فهم دوافع المجندين الهنود للجهاد».
في عام 2008، أصدر باحث إسلامي في لكناو فتوى ضد نايك، زاعمًا أنه يدعم أسامة بن لادن، وأن تعاليمه غير إسلامية. رد نايك بأن خطبه تم أخذها خارج السياق.
في عام 2007، زعمت تقارير أن دار العلوم ديوبند اعتبرته واعظًا غير مرتبط بأي من المذاهب الإسلامية السنية الأربعة، وبالتالي أصدرت العديد من الفتاوى ضد ذاكر نايك، واعتبرته من بين المسلمين غير المقلدين (مصطلح يستخدم في الإسلام لوصف شخص لا علاقة له بالأربعة مذاهب، الحنفي، الحنبلي، الشافعي والمالكي) وبالتالي طلبت من المسلمين تجنب الاستماع إلى خطبه. في عام 2016، أوضح متحدث باسم دار العلوم التقارير، بأن قال أنه على الرغم من صدور بعض الفتاوى من دار العلوم ضد نايك بشأن بعض المسائل القانونية، فقد تم «تسليط الضوء عليها بصورة متعمدة» من قبل وسائل الإعلام. خرج نائب مستشار دار العلوم، عبد الخالق مدرسي، بدعمه قائلاً: «لدينا خلافات في الرأي مع ذاكر نايك. لكنه معترف به كعالم إسلامي في جميع أنحاء العالم. نحن لا نعتقد أنه يمكن أن يكون مرتبطًا بالإرهاب بأي شكل من الأشكال.»

#### إلهام هجوم دكا في يوليو 2016
بعد الكشف في التحقيقات في هجوم دكا الإرهابي في يوليو 2016، التي نشرتها صحيفة ديلي ستار، أن إرهابي متورط في عمليات القتل اتبع صفحة ذاكر نايك على فيسبوك وتأثر بخطب نايك، وقد نشر الإرهابي خطب ذكر ذاكر نايك على وسائل التواصل الاجتماعي، قالت وزيرة الدولة للشؤون الداخلية كيرين ريجو: «إن خطاب ذاكر نايك يشكل مصدر قلق بالنسبة لنا. وكالاتنا تعمل على هذا.» في ذلك الوقت، أطلقت وسائل الإعلام عليه شخصية «مثيرة للجدل وشعبية». بعد يومين من التحقيق، برأت إدارة الاستخبارات بولاية ماهاراشترا ذاكر نايك وقالت إن نايك لن يتم القبض عليه ولا يمكن اعتقاله لدى عودته إلى الهند لأن التحقيق الذي أمرت به حكومة ماهاراشترا لم يجد أي دليل قوي آخر يربط نايك بالأنشطة المرتبطة بالإرهاب. اعتذرت صحيفة ديلي ستار لنايك بسبب جدال هجوم داكا الإرهابي وذكرت أنها لم تلمه على الهجوم. ونقلت الصحيفة أنها ذكرت فقط كيف أن الشباب يسيئون فهم خطبه. ومع ذلك، بعد فترة وجيزة حظرت حكومة بنغلاديش بث قناة السلام TV الخاصة بنايك. حسن الحق إينو، وزير الإعلام والسياسي اليساري المعروف، قال أن «تلفزيون السلام لا يتوافق مع المجتمع الإسلامي، القرآن، السنة، الحديث، دستور بنجلاديش، ثقافتنا، عاداتنا وطقوسنا»
عندما اعتقلت وكالة التحقيقات الوطنية محمد إبراهيم يزداني، رئيس وحدة حيدر أباد التابعة للدولة الإسلامية في الهند، عند الاستجواب، تبين أن البعض قد تأثروا بخطب ذاكر نايك وأرادوا حكم الشريعة كما في الدولة الإسلامية
في عام 2016، اعترف نايك بأن رحيل شيخ، المتورط في تفجيرات قطارات مومباي 2006 كان يعمل كمتطوع في منظمته «مؤسسة البحوث الإسلامية» (IRF)، لكنه لم يكن يعرف «رحيل» شخصيًا. ومع ذلك، ادعى نايك أيضًا أن رحيل نُقل من مكتبه. فقد قرابة 200 شخص حياتهم في الهجوم بالقنابل وكشف التحقيق أن المفجرين تأثروا بوعظ نايك، وفقا لموقع India.

#### تهديدات بالقتل بعد هجوم دكا
في 13 يوليو 2016، أعلن زعيم Vishva Hindu Parishad سادفي براشي مكافأة 50 لك روبية هندية (83٬000 دولار أمريكي) لأي شخص يقوم بقطع رأس ذاكر نايك. جاء ذلك بعد يوم من قيام مجموعة شيعية بوضع مكافأة قدرها 15 لك روبية هندية (25٬000 دولار أمريكي) على رأسه.

#### إلهام تفجيرات سريلانكا 2019
زهران هاشم، زعيم جماعة التوحيد الوطنية التي نفذت تفجيرات عيد الفصح في سريلانكا 2019، أشاد بنايك وسأل «ماذا يمكن للمسلمين السريلانكيين فعله للدكتور ذاكر نايك؟». بعد الهجمات توقفت سريلانكا عن بث قناة PeaceTV.
انتقد رئيس الوزراء الهندي والقومي الهندوسي ناريندرا مودي ذاكر نايك في إحدى زياراته للدعاية الانتخابية في مايو 2019، قائلاً إن تفجيرات سريلانكا كانت «مستوحاة منه وعلى الرغم من ذلك فالكونغرس يدعم ذاكر نايك».

### العداء تجاه غير المسلمين والمسلمين الآخرين
نشرت صحيفة التايمز أوف إنديا نبذة عن نايك بعنوان «الداعية المثير للجدل» بعد أن تم حظره من دخول المملكة المتحدة. وفقًا لصحيفة التايمز، «معظم المسلمين العقلانيين وغير المسلمين يجدون أن نسخته من الإسلام صورة زائفة للإيمان». كما زعمت التايمز أن «النسخة الوهابية-السلفية للإسلام، التي تمولها المملكة العربية السعودية الغنية بالبترول والتي يروج لها دعاة مثل نايك، لا تحترم فكرة التعددية». يقتبس المقال من الفيلسوف المسلم وحيد الدين خان: «الدعوة، التي يدعي نايك أيضًا مشاركتها فيها، هي توعية الناس بخطة الله الخلقية، وليس زرع بعض الأفكار الاستفزازية المشكوك فيها كما يفعل نايك». ويضيف: «إن موجة الإسلاموفوبيا في أعقاب أحداث 11 سبتمبر واحتلال العراق وأفغانستان قد زادت فقط من شعور المسلمين بالإصابة. في مثل هذا الموقف، عندما يكون هناك شخص يناقش مثل ذاكر نايك، باللغة الإنجليزية الفصيحة، مع خطباء الأديان الأخرى ويهزمهم أثناء النقاشات، فإن المسلمين من الطبيعي أن يشعروا بالفخر. المجتمع الذي لديه إحساس كبير بالخيانة والظلم يتجه بشكل طبيعي لأي شخص يعطيه شعورًا بالفخر. حتى إذا كان فخرًا زائفًا.»
يقول الصحفي الهندي خوشوانت سينغ إنه «يختلف مع كل شيء تقريبًا يقوله [نايك] عن المفاهيم الخاطئة عن الإسلام». يقول سينغ إن تصريحات نايك «صبيانية»، و«نادراً ما ترتقي لمستوى المناقشات الجامعية، حيث يتنافس المتسابقون مع بعضهم البعض لتسجيل نقاط». يقول سينغ أيضًا أن جماهير نايك «يستمعون إليه باهتمام متهور وغالبًا ما ينفجرون في تصفيق متحمس عندما يهاجم النصوص الدينية الأخرى».
يصف توركيل بريك، أستاذ التاريخ الديني في النرويج، نايك بأنه «شخصية مثيرة للجدل للغاية» بسبب هجومه الخطابي على الديانات الأخرى وغيرها من أنواع الإسلام. يكتب أن نايك «مكروه بشدة» من قبل العديد من العلماء المسلمين الهنود لتجاهله سلطتهم وذكره أن أي شخص يمكن أن يفسر القرآن. واتهم الملالي المحافظون الديوبنديون نايك بـ «تدمير الإسلام» عن طريق إبعاد المسلمين عن السلطات الدينية الصحيحة.

### الموقف من المثليين والمرتدين والنساء
في صحيفة وول ستريت جورنال، انتقد Sadanand Dhume نايك لتوصيته بعقوبة الإعدام للمثليين جنسياً وللارتداد عن الإيمان. كما انتقده لدعوته الهند أن تحكمها الشريعة الإسلامية. وأضاف أنه وفقا لنايك فإن اليهود «يسيطرون على أمريكا» وهم «الأقوى في عداوة للمسلمين». وأكد أن نايك يؤيد فرض حظر على بناء أماكن للعبادة لغير المسلمين في الأراضي الإسلامية وكذلك قصف طالبان لبوذا باميان. يجادل دوم بأن الأشخاص الذين يعتقد أنه قد تم لفت انتباههم إلى رسالة نايك يشملون نجيب الله زازي، الأمريكي الأفغاني الذي تم اعتقاله بتخطيطه لشن هجمات انتحارية على مترو نيويورك؛ ورحيل شيخ، المتهم بالضلوع في سلسلة تفجيرات القطارات في مومباي عام 2006؛ وكفيل أحمد، الذي أصيب بجروح خطيرة في هجوم انتحاري فاشل على مطار غلاسكو في عام 2007. وذكر أيضًا أنه «ما لم يجد الهنود القدرة على انتقاد مثل هذا الواعظ الإسلامي الراديكالي بقوة مثلما كانوا ليفعلوا إذا كان معادلاً هندوسيًا، فإن مثال العلمانية الهندية سيظل معيبًا للغاية».
وصفت الكاتبة البنغالية الملحدة تسليمة نسرين نايك بأنه «خطير» لأنه «يروج للنصوص القرآنية من القرن السابع الميلادي عن العبيد الجنسيين، وتعدد الزوجات، وضرب الزوجة في القرن الحادي والعشرين». قالت في سلسلة من التغريدات: «لقد استمعت إلى خطب ذاكر نايك. يستشهد بالنصوص القرآنية ويحاول تبريرها. إنه خطير لأنه من الخطر نشر نصوص القرن السابع في القرن الحادي والعشرين».

### قضية الماليزيين من أصول هندية وصينية
خلال محاضرة لذاكر نايك عقدت في 8 أغسطس 2019 في كوتا بهارو، ولاية كلنتن، ماليزيا، قال إن الصينيين الذي يعيشون في ماليزيا هم «ضيوف قدام» يجب أن يعودوا إلى الصين، مما يشير إلى اقتراحه ضرورة ترحيلهم قسراً إلى خارج البلاد. في نفس المحاضرة، ادعى أيضًا أن الهندوس الذين يعيشون في ماليزيا يتمتعون «بحقوق أكثر 100 مرة» من الأقلية المسلمة في الهند، وأنهم أكثر ولاءً لرئيس الوزراء الهندي ناريندرا مودي أكثر من رئيس الوزراء الماليزي مهاتير محمد. أثارت هذه التعليقات الغضب في جميع أنحاء المجتمع الماليزي، حيث تم انتقادها على أنها تحرض على الكراهية العرقية والدينية وتعطل السلام والوئام بين المجتمعات. بحلول 15 أغسطس، دعا أربعة وزراء حكوميين إلى إلغاء إقامة ذاكر نايك الدائمة وتسليمه إلى الهند. قدم مواطنون ما مجموعه 115 شكوى إلى الشرطة ضد نايك.
في 16 أغسطس، تم استجواب نايك لمدة سبع ساعات من قبل شرطة ماليزيا الملكية في بوكيت أمان في كوالالمبور حول تصريحاته المثيرة للجدل، بينما قال رئيس الوزراء مهاتير: «إذا تبين أنه يقوم بأشياء ضارة للبلاد، فسيكون ضروريًا بالنسبة لنا أن نزيل وضعه كمقيم دائم. وفي تلك الحالة، بالطبع، قد نحتاج إلى اتخاذ إجراء لمنعه من إلقاء مثل هذه الخطب الاستفزازية، التي تحاول إثارة الأعراق المختلفة ضد بعضها البعض،» مضيفًا أن اعتذار نايك العلني قد لا يكون«كافٍ لتهدئة غضب كثير من الناس». في الوقت نفسه، حظرت سراوق، أكبر ولاية في ماليزيا، ذاكر نايك من دخول الولاية في 15 أغسطس، ومنعته ولاية بيرليس من الآن فصاعداً من التحدث في المناسبات العامة في 16 أغسطس، وتلتها ولاية قدح في 17 أغسطس؛ وكان من المقرر أن يتحدث نايك في كلتا الولايتين. بحلول 20 أغسطس، انضمت صباح وملقا وبيناق وسلاجور إلى الولايات الثلاث الأخرى في منع نايك من التحدث علانية، وبالتالي تم منعه في 7 من أصل 13 ولاية ماليزية. بعد 10 ساعات أخرى من جلسات الاستماع للشرطة في 19 أغسطس، ذكرت Free Malaysia Today أنه في 20 أغسطس فرضت الشرطة حظراً من التحدث على مستوى البلاد على ذاكر نايك، وهو ما أكدته الشرطة لصحيفة الملاي ميل.
بحلول 19 أغسطس، كان ذاكر نايك قد طلب من محاميه تقديم شكاوى قانونية ضد خمسة من السياسيين الماليزيين بتهمة «التشهير»، زاعما أنهم أخذوا أقواله خارج سياقها وبالتالي أضروا بسمعته دون مبرر. في اليوم التالي، أكد أن تصريحاته قد انتزعت من سياقها، لكنه عبر عن «اعتذاراته القلبية لسوء الفهم هذا»، لأنه «لم يكن في نيته أن يزعج أي فرد أو مجتمع».

## مؤلفاته
من كتب ذاكر في موضوع الإسلام ومقارنة الأديان:
- "أجوبة لغير المسلمين لأسئلة شائعة عن الإسلام".
- "أوجه التشابه بين الهندوسية والإسلام".
- الإرهاب والجهاد من منظور إسلامي".
- "مفهوم الإله في الأديان الكبرى".

## روابط خارجية
- مؤسسة البحث الإسلامية
- التسجيلات الصوتية لمحاضرات ذاكر نايك
- محاضرات ذاكر نايك في موقع إسلام سيتي
- ذاكر نايك، موقع قناة السلام
- "مناظرة القرآن والإنجيل في ضوء العلم". الدائرة الإسلامية لأمريكا الشمالية. مؤرشف من الأصل في 2020-02-27. {{استشهاد ويب}}: روابط خارجية في |ناشر= (مساعدة)